# Jean-François Félibien
Pour les articles homonymes, voir Félibien.
Jean-François Félibien, sieur des Avaux, né en 1658 à Chartres et mort le 23 juin 1733 à Paris, est un architecte comme son père André Félibien et également trésorier de l'Académie des inscriptions et belles lettres, historiographe du roi et secrétaire de l'Académie royale d'architecture en 1718.
Il laissa de nombreux ouvrages au sujet de l'architecture, dont le Recueil historique de la vie et des ouvrages des plus célèbres architectes, daté de 1687.